# Katja Repo
Katja Repo (4 de marzo de 1973) es una deportista finlandesa que compitió en ciclismo de montaña en la disciplina de descenso. Ganó tres medallas en el Campeonato Mundial de Ciclismo de Montaña entre los años 1997 y 2000, y una medalla de plata en el Campeonato Europeo de Ciclismo de Montaña de 1998.

## Palmarés internacional
| Campeonato Mundial | Campeonato Mundial                | Campeonato Mundial | Campeonato Mundial |
| Año                | Lugar                             | Medalla            | Competición        |
| ------------------ | --------------------------------- | ------------------ | ------------------ |
| 1997               | Château-d'Œx (Suiza)              | Medalla de bronce  | Descenso           |
| 1999               | Åre (Suecia)                      | Medalla de plata   | Descenso           |
| 2000               | Sierra Nevada (España)            | Medalla de plata   | Descenso           |
| Campeonato Europeo |                                   |                    |                    |
| Año                | Lugar                             | Medalla            | Competición        |
| 1998               | Špindlerův Mlýn (República Checa) | Medalla de plata   | Descenso           |